# Элланд Роуд
«Э́лланд Ро́уд» (англ. Elland Road) — футбольный стадион в южной части Лидса, в Уэст-Йоркшире, Англия, открытый в 1897 году. Является домашней ареной футбольного клуба «Лидс Юнайтед» с момента основания клуба в 1919 году. Вмещает 39 460 зрителей и является 12-м стадионом Англии по вместимости.
Размеры поля составляют примерно 105 на 68 метров, со всех сторон поле окружают водостоки. Стадион имеет 4 трибуны: трибуна Реви, Восточная трибуна, Южная трибуна и трибуна Джона Чарльза. Рекорд посещаемости, 57892 человека, был зафиксирован 15 марта 1967 года в переигровке матча 5-го раунда Кубка Англии против «Сандерленда». Максимальная посещаемость матча Премьер-Лиги — 40287 человек в матче против «Ньюкасла» 22 декабря 2001 года.
Кроме матчей Чемпионшипа арена также иногда принимает регбийные соревнования, в частности, матчи Чемпионата мира по регби 2015 года.
На стадионе проходили концерты таких известных музыкальных групп, как Queen, U2, Kaiser Chiefs.

## История
Стадион построен на пустыре, ранее принадлежащим пивоварне. Рядом с полем находился паб «Старый Павлин» («Олд-пикок»), в честь которого, по легенде, «Лидс Юнайтед» получил своё прозвище — «павлины». На пустыре проводились соревнования по регби, позднее также по футболу. В 1897 году пустырь за 100 фунтов выкупил местный регбийный клуб «Холбек». Команда построила одну трибуну и стадион получил название «Олд-пикок-граунд».
В сезоне 1902/03 вместе в клубом «Холбек» на стадионе стала выступать футбольная команда «Лидс Вудвилл». В 1904 году клуб «Холбек» был расформирован и стадион был выставлен на продажу. Тогда же был сформирован футбольный клуб «Лидс Сити», который взял стадион в аренду за 75 фунтов в год, с последующим правом выкупа за пять тысяч фунтов. После первого сезона в Футбольной лиге «Лидс Сити» построил новую трибуну на 5 тысяч мест, однако этого оказалось недостаточно, поскольку интерес к клубу рос с каждым годом — к примеру, на дерби с «Брэдфорд Сити» однажды пришло около 22500 человек. В 1906 году была построена ещё одна трибуна, которая вмещала 3961 человек. Для поддержания газона в хорошем состоянии проводились дренажные работы.
Во время Первой мировой войны стадион использовался как стрельбище для британской армии. После войны игры возобновились. В 1920 году Южная трибуна была переименована в «Скрэчинг-шид» (Scratching Shed), так же были построены трибуны «Лафилдс» и «Коп». В 30-х и 40-х годах существенных изменений, связанных с перепланировкой стадиона не произошло.
27 декабря 1932 года матч с «Арсеналом» посетили 56796 зрителей — этот рекорд посещаемости продержался 35 лет.
Во время Второй мировой войны земли стадиона перешли в распоряжение Военного министерства Англии и использовались в административных целях. 9 ноября 1953 года в матче против шотландского «Хиберниана» на стадионе впервые были использованы прожекторы. Эти прожекторы были самыми дорогими во всей Англии и стоили 7000 фунтов стерлингов.
В ночь на вторник 18 сентября 1956 года пожар серьёзно повредил Западную трибуну и большой участок поля. В пожаре сгорели офисы, документы, медицинское оборудование, раздевалки, комната совета директоров, ложа прессы и генераторы освещения. Общий ущерб был оценён в 100 тысяч фунтов, но из-за проблем со страховкой убытки не были возмещены. Совет директоров решил построить новую трибуну при поддержке городского совета Лидса. Новая трибуна, вмещающая 4000 сидячих и 600 стоячих мест, была открыта уже к началу следующего сезона. Два года спустя другой пожар мог уничтожить Западную трибуну. Возгорание произошло прямо во время матча против «Престона», однако секретарь клуба Кирилл Уильямсон и несколько представителей совета директоров среагировали мгновенно и никаких потерь огонь не принёс.
В 1965 году, 20 марта, телевизионная бригада впервые снимала на камеру футбольный матч на «Элланд-роуд». Тогда команда выиграла у «Эвертона» со счётом 4:1.
В апреле 1968 года была разрушена трибуна «Kop» — на её месте возвели более вместительную Helder End. В 1972 году открылся сувенирный магазин. После того, как в 1974 году команда второй раз в истории стала чемпионом страны, трибуну Scratching Shed демонтировали и заменили её Южной трибуной. В этом же году на стадионе установили новые прожекторы.
Летом 1982 года команда продала стадион за 2,5 млн фунтов городскому совету Лидса и сразу же взяла его в аренду на 125 лет. В 1987 году был разработан грандиозный план по реконструкции стадиона. Сумма, которая потребовалась бы для модернизации, колебалась от 50 до 75 млн фунтов. План, в который входили постройка спортивного зала на 2000 мест, торгового центра, ледового катка, крикетной площадки, кинотеатра, кафе, ночного клуба, ресторана, аквапарка, развлекательного центра и магазинов, реализован не был.
В 1991 году была построена специальная юго-восточная трибуна для болельщиков гостевых команд. Из-за своих жёлтых кресел она получила прозвище «сырная голова». В 1992 году стадион снова реконструировали, заменив трибуну «Лафилдс» новой Восточной трибуной, которая вмещала 17 тысяч сидячих мест — на тот момент самой большой по вместительности отдельной трибуной в мире. В 1994 году трибуна «Элдер Энд» была переименована в «Трибуну Реви», в честь легенды клуба — Дона Реви.
В 2001 году председатель совета директоров Питер Ридсдейл решил к началу сезона 2004/05 сделать из стадиона арену, вмещавшую более 50000 человек. Его проект провалился: когда в 2003 году он ушёл в отставку, клуб остался с серьёзными долгами.
В 2004 году в связи с тяжёлым финансовым положением клуба стадион был продан компании Teak Commercial Ltd, зарегистрированной на Британских Виргинских островах. «Лидс» тут же арендовал стадион на 25 лет с опцией возможного выкупа за сумму всех арендных платежей, умноженных на некоторый коэффициент. На данный момент[когда?] эта сумма составляет 18,54 млн £. Спустя почти 13 лет, клуб выкупил стадион.
Летом 2006 года была модернизирована Южная трибуна. Её отремонтировали, добавили корпоративные объекты, построили бар под названием «Билли», в честь Билли Бремнера. В марте 2011 года была реконструирована Восточная трибуна, также в пять этапов будут построены гостиница, супермаркет и другие здания.